# 谷利
谷 利（こく り、生没年不明）は、中国後漢末期から三国時代の人物。また『江表伝』・『水経注』に記載がある。

## 史書の記載
元々奴隷であったとの記録があるため、解放奴隷であったと思われる（『芸文類聚』巻35に引く『江表伝』）。孫権の側近で使い走りをしており、謹直な性格から親近監に任ぜられていた。また忠義が高く一本気であり、いい加減なことを言わなかったことから、孫権の信頼を得ていたという。
合肥の戦いでは、孫権が駿馬で渡し場の橋を渡ろうとしたところ、橋の南端一丈が撤去されていたため、進退が窮まった。このため孫権の後ろに付き従っていた彼は、馬に鞭を入れて孫権を飛騎させた。このおかげで孫権は危機を脱することができた。孫権は、谷利に都亭侯の位を与えたという。
また、黄武5年（226年）に武昌で「長安」なる巨大戦艦（『水経注』によれば二千人を乗せられたという）の進水式を行った際、孫権も船に乗っていたが、風が強くなり長江が荒れたため、谷利は舵取りに対し武昌のすぐ近くの樊口（現在の鄂州市）に停泊するよう命じた。しかし孫権は、航行を続けさせ羅州（現在の黄岡市）まで行くことを望んだ。このため谷利は剣を舵取りに突き付けて、強引に樊口へと向かわせた。孫権の判断を谷利が聞き入れなかったために、結局船は樊口に接岸して座礁した。後に孫権がこれを「臆病な阿利」とからかったが、谷利は「船が転覆し孫権を失うことを恐れたので、命令違反のときの死罪を覚悟して命令した」と言った。これ以後孫権は谷利を大切にし、彼を名前で呼ばずに、いつも「谷」と呼ぶようになったといわれる。

## 三国志演義
曹操軍の張遼・楽進・李典らと合肥で戦ったとき、孫権の部将として従軍している。
張遼に襲撃された際は、退路を絶たれた孫権に「一旦ご乗馬を退がらせ、一気に飛ばしますれば、飛び越えられまするぞ。」と進言する。
これを容れた孫権は見事に対岸へ飛び移り、張遼から逃げる事に成功している。
孫権は帰陣後に谷利を厚く賞している。